# Nemici d'infanzia
Nemici d'infanzia è un film del 1995 diretto da Luigi Magni. Il film ha vinto il Premio David di Donatello per la migliore sceneggiatura, scritta da Magni con Carla Vistarini. Il film è tratto da un libro autobiografico dello stesso regista.

## Trama
Durante i mesi dell'occupazione nazista di Roma, il giovane Paolo è diviso tra l'impegno politico (è in contatto con gli ambienti della Resistenza) e i sentimenti (è innamorato di Luciana, figlia di un tristemente noto torturatore fascista). Sacrificherà infine l'amore alla lotta per la libertà.

## Accoglienza
Il film si rivelò un colossale insuccesso al botteghino: a fronte di un finanziamento statale di quasi un milione e quattrocento mila €, incassò appena 29.697€.

## Riconoscimenti
- David di Donatello 1995
  - Migliore sceneggiatura